# گراژینا باتسویچ
گراژینا باتسِویچ بیرناتسکا (لهستانی: Grażyna Bacewicz Biernacka؛ ‏ [ɡraˈʐɨna baˈt͡sɛvit͡ʂ] ؛ ‏ ۵ فوریهٔ ۱۹۰۹ – ۱۷ ژانویهٔ ۱۹۶۹) موسیقی‌دان و آهنگساز و نوازندهٔ ویولن لیتوانیایی‌تبار اهل لهستان بود. او دومین آهنگساز زن لهستانی است که به شهرت ملی و بین‌المللی دست یافته است. نخستین آهنگساز، ماریا شیمانوفسکا در اوایل قرن نوزدهم است.

## زندگی‌نامه
گراژینا باتسِویچ در ۵ فوریه ۱۹۰۹ در شهر ووچ از پدر و مادری به نام‌های ماریا و وینکاس (ویسنتی) باتسِویچ متولد شد. پدر او که اهل لیتوانی بود، علیرغم تغییر نام خود از لیتوانیایی باتسه‌ویکیوس به باتسِویچ، پیوند عمیقی با میراث لیتوانیایی آنها ایجاد کرد. او همچنین نخستین معلم موسیقی گراژینا بود و اصرار داشت که هر چهار فرزندشان از سنین جوانی ویولن، پیانو و تئوری اساسی موسیقی بخوانند.
گراژینا سومین فرزند از چهار فرزند خانواده است، با دو برادر بزرگتر به نام‌های کیه‌ستوت و ویتوتاس و یک خواهر کوچکتر به نام واندا. ویتوتاس با استفاده از نام خانوادگی اصلی لیتوانیایی پدرش (باتسه‌ویکیوس) شناخته شد و همچنین یک پیانیست و آهنگساز برجسته شد. گراژینا نخستین کنسرت خود را در سن هفت سالگی در کنار برادرانش اجرا کرد و اولین قطعه موسیقی خود را در حوالی سن سیزده سالگی نوشت.
در سال ۱۹۲۸، او تحصیل در کنسرواتوار ورشو (امروزه دانشگاه موسیقی شوپن) را آغاز کرد و در آنجا فن نواختن ویولن را نزد ژوزف یارژمبسکی و آهنگسازی را نزد کاژیمیش سیکورسکی فرا گرفت. او همچنین دو ترم پیانونوازی را نزد یوزف تورچینسکی آموخت. پس از فارغ‌التحصیلی در سال ۱۹۳۲، او در کلاس‌های آهنگسازی نادیا بولانژه در «مدرسه عادی موسیقی پاریس» هم شرکت کرد. در این مدت، او به نواختن ویولن ادامه داد و با آندره توره و کارل فلش تحصیلان خود را تکمیل کرد.
گراژینا باتسِویچ پس از اتمام تحصیلاتش، به عنوان آهنگساز و نوازنده به حرفه موسیقی خود ادامه داد و گاهی نیز در نقش تک‌نواز ظاهر شد و به عنوان عضو هیئت داوران در مسابقات نوازندگی ویولن حضور داشت. او به عنوان استاد کنسرت ارکستر سمفونیک رادیوی ملی لهستان، به رهبری گژگوش فیتلبرگ از ۱۹۳۶–۱۹۳۸ خدمت کرد. در این مدت، ارکستر نخستین کنسرتو ویولن خود و همچنین سه ترانه او را برای تنور و ارکستر اجرا کرد. در همان زمان، او در سال ۱۹۳۶ با همسرش، پزشک و استاد پزشکی «آندژی بیرناتسکی» ازدواج کرد و در سال ۱۹۴۲ صاحب یک دختر به نام آلینا بیرناتسکا شد.
در جریان جنگ جهانی دوم، باتسِویچ به ورشو نقل مکان کرد و در آنجا به آهنگسازی و اجرا در کنسرت‌های مخفیانه زیرزمینی ادامه داد، و در همان‌جا بود که او نخستین بار سوئیت برای دو ویولن اجرا کرد. پس از قیام ورشو باتسویچ و خانواده‌اش از شهر ویران شده فرار کردند و به‌طور موقت در لوبلین ساکن شدند.
پس از جنگ، او به عنوان استاد در کنسرواتوار دولتی موسیقی در ووچ مشغول به کار شد. شهرت باتسِویچ در دوران پس از جنگ، علیرغم سانسور عمومی ناشی از تحقق سیاسی اصلاحات فرهنگی سوسیالیستی، افزایش یافت. با شناخت روزافزون او و همچنین تعداد فزاینده جوایز و قراردادهای ساخت موسیقی، او تمرکز خود را به آهنگسازی معطوف نمود. در سال ۱۹۵۴، او دچار یک سانحه رانندگی شد که باعث ایراد جراحات جزئی به خانواده‌اش گشت، اما با شکستن لگن و برخی از دنده‌ای خودش، به مدت طولانی در بیمارستان بستری شد. این واقعه او را مجبور کرد که آهنگسازی را تنها شغل خود بداند، زیرا دیگر قادر به اجرا نبود. ساخته‌های او در این مدت پربار بود و مورد تحسین گسترده قرار گرفت. او تا زمان مرگش در سال ۱۹۶۹ در ورشو به آهنگسازی ادامه داد.

## آثار
بسیاری از ساخته‌های او، دارای آوای ویولن هستند. در میان آنها هفت کنسرتو ویولن، پنج سونات برای ویولن با پیانو، سه سونات برای تکنوازی ویولن (شامل یک نمونهٔ اولیه و بدون شماره از سال ۱۹۲۹)، یک کوارتت برای چهار ویولن، هفت کوارتت زهی و دو کوئنتت پیانو هستند. آثار ارکسترال او شامل چهار سمفونی شماره‌دار (۱۹۴۵، ۱۹۵۱، ۱۹۵۲ و ۱۹۵۳)، یک سمفونی برای سازهای زهی (۱۹۴۶) و دو سمفونی اولیه است که اکنون گم‌شده محسوب می‌شوند.